# Carl and the Passions – „So Tough“
Carl and the Passions – „So Tough“ ist ein Album der US-Band The Beach Boys. Es wurde am 15. Mai 1972 veröffentlicht.
Der Albumtitel ist eine Anspielung auf eine Highschool-Band, die aus Brian Wilson, seinem Bruder Carl und ihrem Cousin Mike Love bestand und somit praktisch ein Vorläufer der Beach Boys war.
Produziert wurde das Album von den Beach Boys, insbesondere aber von Carl Wilson. Das Album ist – für die Beach Boys – ungewöhnlich R&B-lastig.

## Entstehungsgeschichte
Brian Wilson, Kopf der Band in den 1960ern, war an den Aufnahmen zum Album kaum beteiligt, da er immer noch unter den psychischen Problemen litt, die bei den Arbeiten an Smile auftraten. Bruce Johnston hatte die Band verlassen, da er sich mit Jack Rieley, dem damaligen Manager der Band zerstritten hatte. Er wollte nun als freier Songwriter und Produzent weiter arbeiten. Schlagzeuger Dennis Wilson hatte sich 1971 eine schwere Handverletzung zugezogen und konnte für Jahre nicht mehr Schlagzeug spielen. Dies führte dazu, dass die Beach Boys mit Ricky Fataar und Blondie Chaplin zwei neue Mitglieder in die Band aufnahmen. Fataar und Chaplin waren Coloureds aus Südafrika. Zusammen mit Fataars Brüdern hatten sie die Band The Flame gegründet. Diese Band hatte einen Plattenvertrag bei der Beach-Boys-eigenen Plattenfirma Brother Records erhalten und wurde von Carl produziert. 1971 löste sich die Band auf. Dies war einer der Gründe, das Fataar und Chaplin das Angebot zu den Beach Boys zu wechseln, gerne annahmen.
Carl and the Passions – „So Tough“ erreichte in den USA Platz 50 der US-Billboard-Charts. In den UK-Charts stieß es bis auf Platz 25 vor.
Das Album wurde 2000 zusammen mit dem Nachfolger Holland und der EP Mt. Vernon and Fairway (A Fairy Tale) neu aufgelegt. Die Liner-Notes für Carl and the Passions schrieben Elton John und Scott McCaughey.

## Titelliste
1. You Need a Mess of Help to Stand Alone (Brian Wilson/Jack Rieley) – 3:27
2. Here She Comes (Ricky Fataar/Blondie Chaplin) – 5:10
3. He Come Down (Brian Wilson/Al Jardine/Mike Love) – 4:41
4. Marcella (Brian Wilson/Jack Rieley/Tandy Almer) – 3:54
5. Hold On Dear Brother (Ricky Fataar/Blondie Chaplin) – 4:43
6. Make It Good (Dennis Wilson/Darryl Dragon) – 2:36
7. All This Is That (Al Jardine/Carl Wilson/Mike Love) – 4:00
8. Cuddle Up (Dennis Wilson/Darryl Dragon) – 5:30

## Zusatzinformationen zu den Liedern
- You Need a Mess of Help to Stand Alone wurde von Brian Wilson und Tandym Alder geschrieben. Arbeitstitel war Beatrice from Baltimore. Jack Rieley, Manager der Beach Boys, schrieb den Text um. Das Lied enthält Anleihen aus dem Doo Wop.
- Here She Comes wurde von den beiden neuen Mitgliedern Fataar und Chaplin geschrieben. Musikalisch handelt es sich um eine Blues-Nummer.
- He Come Down ist ein Lied über Maharishi Mahesh Yogi, den Begründer der Transzendentale Meditation. Carl und Mike Love waren bzw. sind Anhänger dieser Meditationstechnik. Das Lied ist im Gospel-Stil gehalten und wurde mit Hilfe einer Hammond-Orgel und einer Kirchenorgel eingespielt. Zum dynamischen Arrangement des Liedes gehören außerdem Klanggesten und Choralgesang in dem die Beach Boys klingen wie ein ganzer Gospel-Chor.
- Marcella war wieder ein Lied, das auf einer Wilson-Allmer-Komposition beruhte. Es war eine etwas derbe Liebeserklärung an seine Masseurin. Rieley änderte auch diesen Text, um die Band ernster klingen zu lassen.
- Hold On Dear Brother ist ein Country-Lied, welches von Fataar und Chaplin geschrieben wurde. Zum Country-Arrangement gehört auch die Verwendung einer Steelguitar.
- Make It Good sollte zunächst für ein geplantes Soloalbum von Dennis Wilson verwendet werden. Das Album erschien jedoch nie.
- All This Is That basiert auf einem Gedicht von Robert Frost namens The Road Not Taken. Auch dieses Lied bezieht sich auf die Transzendentale Meditation.
- Cuddle Up wurde von Dennis und Daryl Dragon (vom Duo Captain & Tennille) geschrieben. Dragon arrangierte das Stück. Auch dieses Stück war für Dennis Soloalbum vorgesehen und tauchte dort unter dem Titel „Old Movie“ auf. Dragon war viele Jahre als Tourmusiker mit den Beach Boys unterwegs.[3]